# ديمون ريتش
ديمون ريتش (بالإنجليزية: Damon Rich)‏ هو مهندس المناظر الطبيعية أمريكي، ولد في 3 يناير 1975 في كريف كوير في الولايات المتحدة.